# Rosmarinus
Rosmarinus là một chi thực vật có hoa trong họ Hoa môi (Lamiaceae).

## Hình ảnh

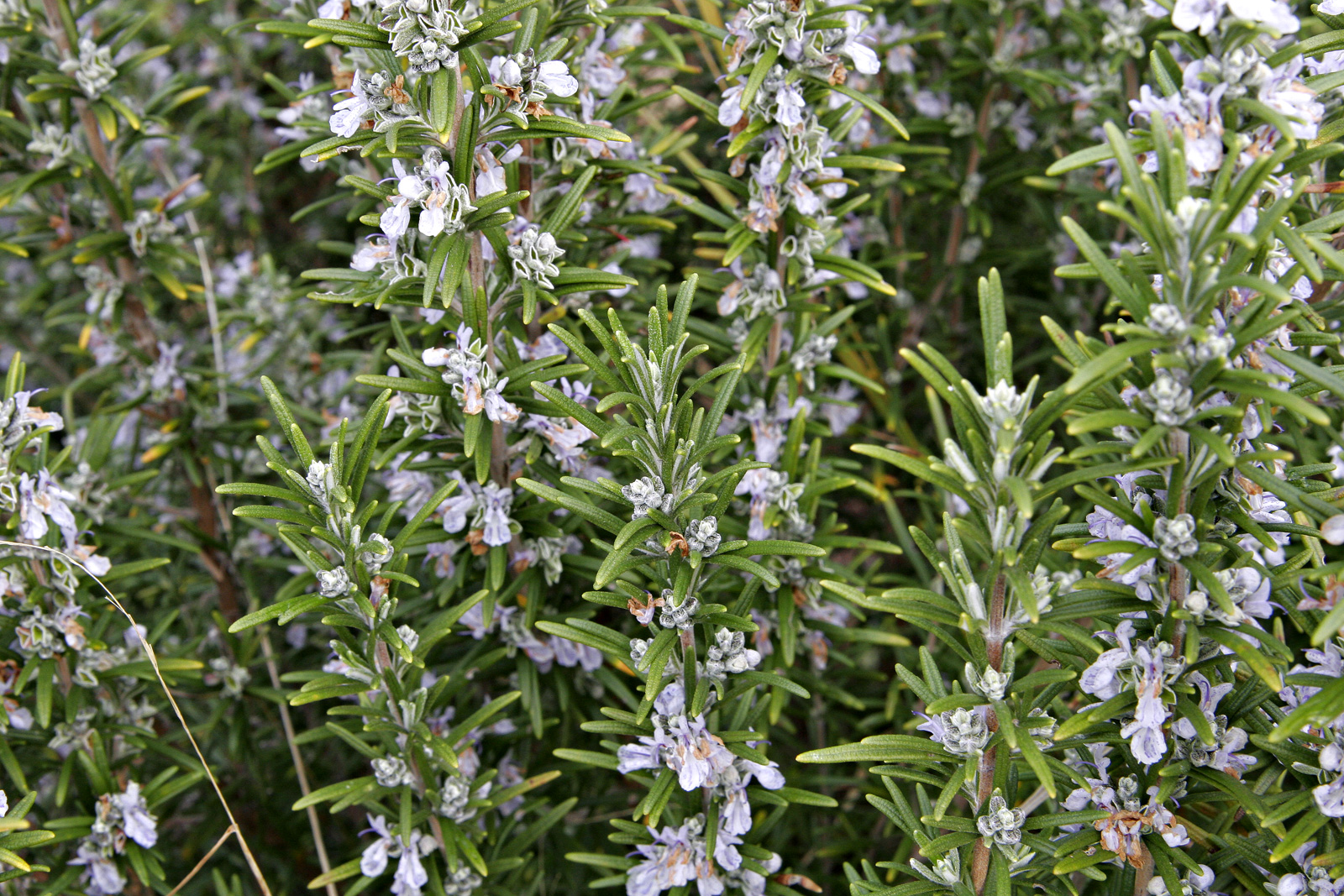
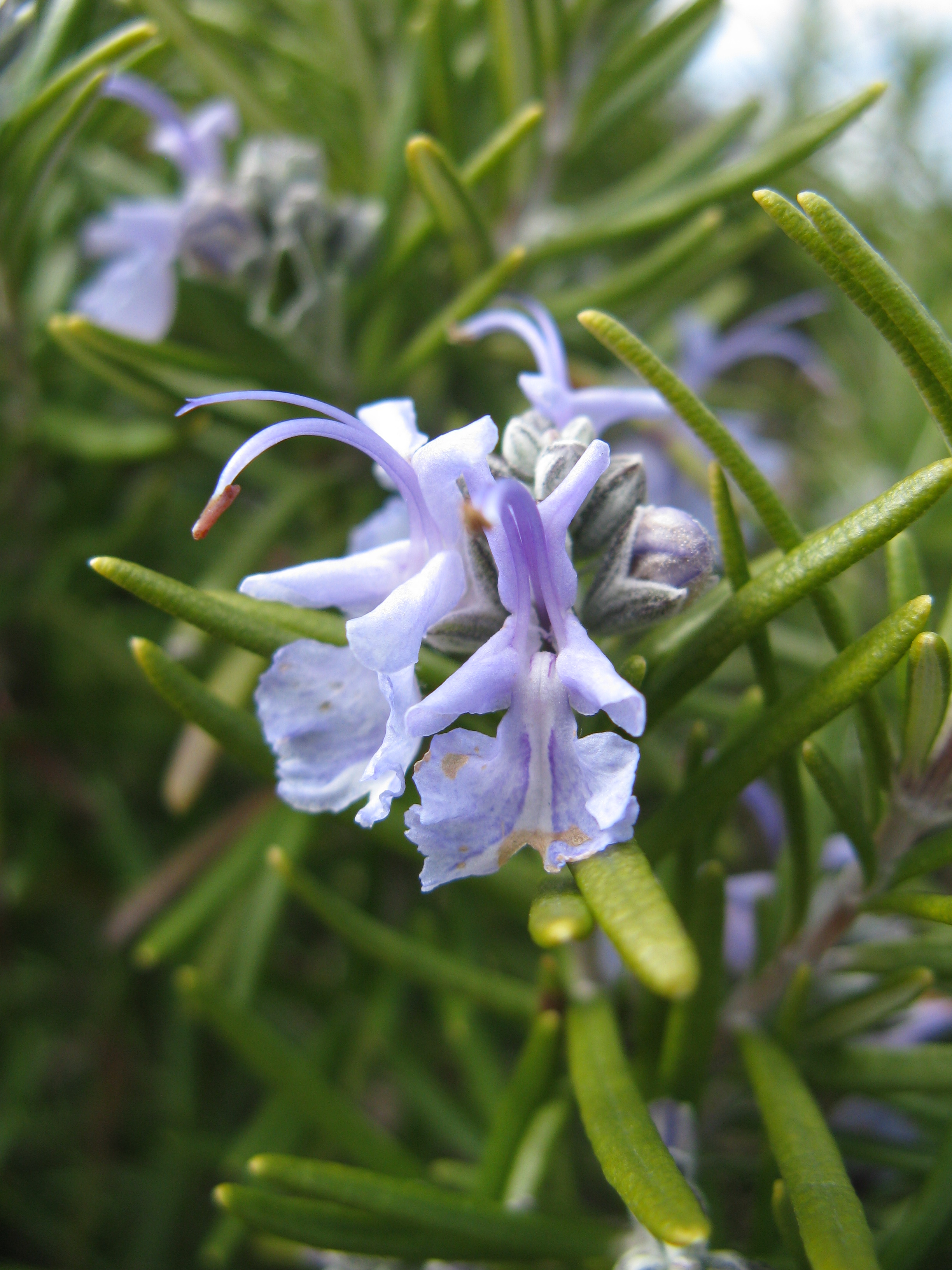
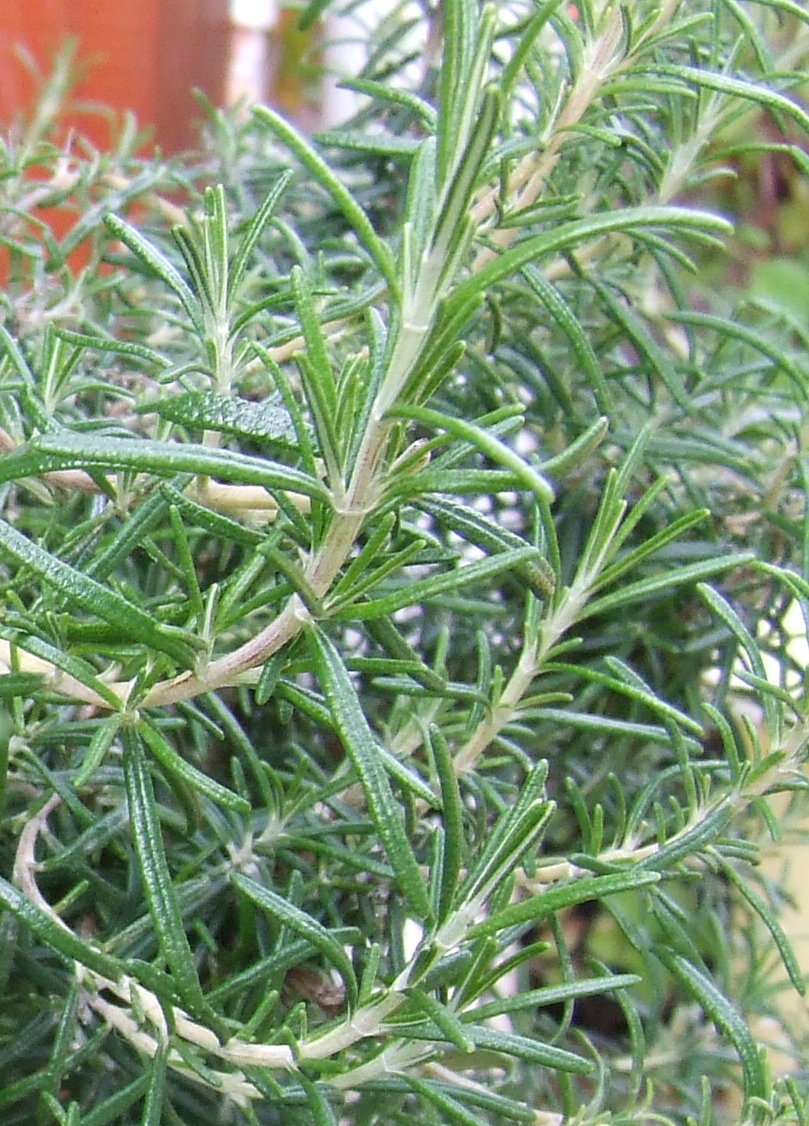
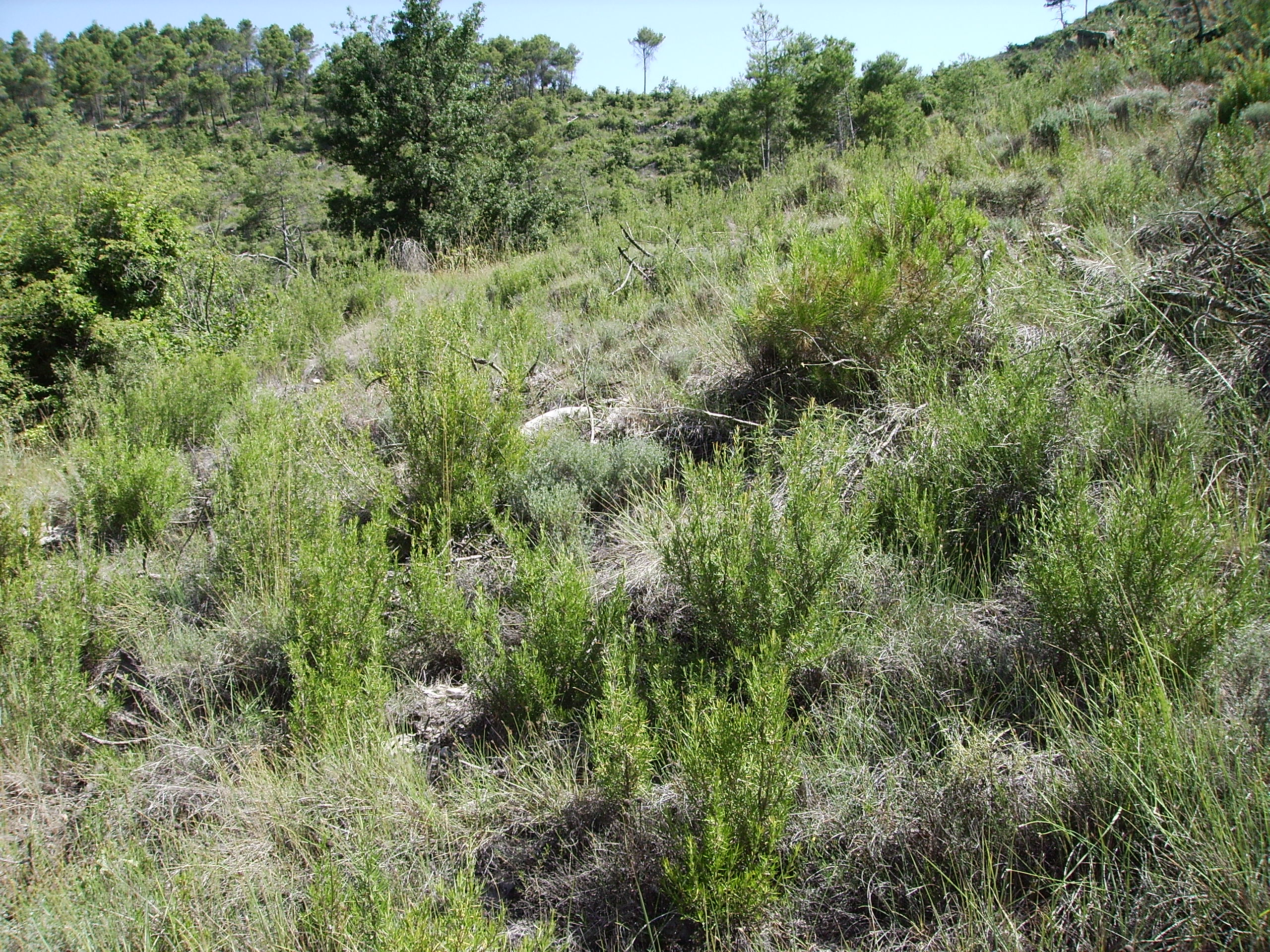

## Loài
Chi Rosmarinus gồm các loài: